# Connie Russell
Pour les articles homonymes, voir Russell.
Connie Russell, née le 9 mai 1923 à New York et morte le 18 décembre 1990 à Los Angeles, est une chanteuse et actrice de cinéma américaine. Née à New York, elle apparaît dans sept films des années 1930 aux années 1950 mais est plus connue pour sa longue carrière de chanteuse.

## Biographie

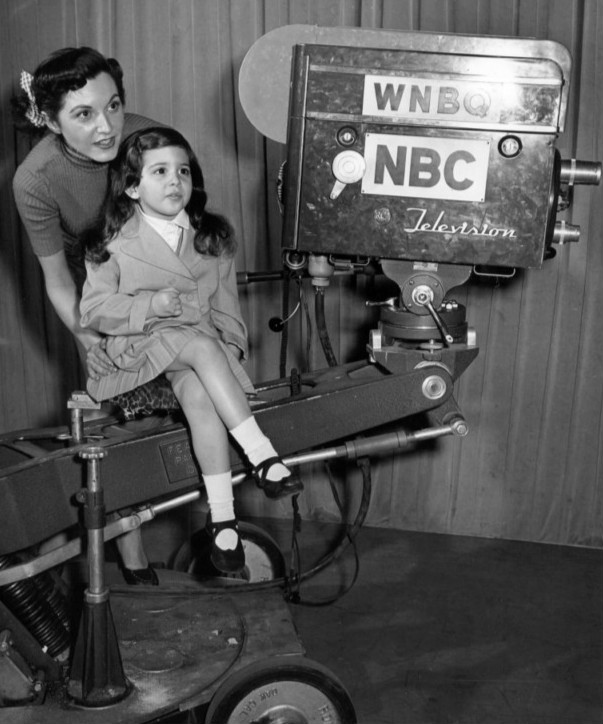
Connie Russell, avec sa fille Austine (1951).

Elle est la fille de Tommy et Nina Russell, acteurs de vaudeville. Ses grands-parents sont aussi un duo d'artistes jouant des sketches sous le nom Glenroy et Russell dans les années 1900. Elle étudie à la Lawrence High School à Cedarhurst, Long Island et à la Professional Children's School à New York.
Adolescente, elle se produit dans des lieux tels que le Starlight Club du Waldorf-Astoria de New York, le 500 Club d'Atlantic City, le Famous Door et le Paramount Theatre de New York. Fin décembre 1952, on la voit avec Danny Thomas, Lou Wills, Jr., et Ray Sinatra et son orchestre, au gala d'ouverture de la Copa Room au Sands Hotel and Casino de Las Vegas.
À l'âge de 16 ans, elle signe un contrat avec Metro-Goldwyn-Mayer. Elle fait ses débuts au cinéma dans Cruisin' Down the River (en) (1953), ou possiblement plus tôt dans Divorce en musique  en 1941. Elle joue le rôle principal dans Nightmare en 1956.
À la radio, elle est la chanteuse vedette de Let Yourself Go sur CBS (1944-1945). On l'entend fréquemment dans le Naval Air Reserve Show. En 1947, elle est chanteuse vedette du programme Manor House Summer Party pendant huit semaines sur NBC.
À la télévision, elle est chanteuse régulière des émissions Club Embassy. Garroway at Large (1949-1951) et The Buick-Berle Show sur NBC (1953-1955). Elle connaît le succès dans l'émission télévisée d'Eddie Cantor qui, à la suite de son apparition en tant qu'invitée, lui fait signer un contrat.
Son rôle le plus connu n'est probablement pas crédité : elle est la voix du Petit Chaperon rouge dans Le Petit Chaperon rouge de Tex Avery en 1943. Ce dessin animé est le plus connu d'Avery et a été élu 7e des 50 plus grands dessins animés de tous les temps.
Dans le dessin animé, elle chante une interprétation de Daddy de Bobby Troup. La voix parlante du personnage est jouée par Sara Berner.

## Filmographie (non exhaustive)
- Divorce en musique (1941)
- Cruisin' Down the River (en) (1953)
- This Is My Love (1954)
- Nightmare (1956)